# Tauala elongata
Tauala elongata är en spindelart som beskrevs av Peng X., Li S. 2002. Tauala elongata ingår i släktet Tauala och familjen hoppspindlar. Inga underarter finns listade i Catalogue of Life.